# Pekin (Dakota del Norte)
Pekin es una ciudad ubicada en el condado de Nelson en el estado estadounidense de Dakota del Norte. En el censo de 2010 tenía una población de 70 habitantes y una densidad poblacional de 107,68 personas por km².

## Geografía
Pekin se encuentra ubicada en las coordenadas 47°47′31″N 98°19′40″O / 47.79194, -98.32778. Según la Oficina del Censo de los Estados Unidos, Pekin tiene una superficie total de 0.65 km², de la cual 0.65 km² corresponden a tierra firme y (0%) 0 km² es agua.

## Demografía
Según el censo de 2010, había 70 personas residiendo en Pekin. La densidad de población era de 107,68 hab./km². De los 70 habitantes, Pekin estaba compuesto por el 92.86% blancos, el 0% eran afroamericanos, el 0% eran amerindios, el 0% eran asiáticos, el 0% eran isleños del Pacífico, el 0% eran de otras razas y el 7.14% pertenecían a dos o más razas. Del total de la población el 7.14% eran hispanos o latinos de cualquier raza.